# Liseberg Oceana
Liseberg Oceana est le parc aquatique de Liseberg, à Göteborg en Suède. 

## Histoire
Œuvre de l'architecte Gert Wingårdh, il est détruit le 12 février 2024 par un incendie alors qu'il devait ouvrir au cours de l'année.
Durant le mois de juillet 2024, le parc annonce une reconstruction du parc aquatique, avec une ouverture espérée pour 2026.

Incendie, le 12 février 2024
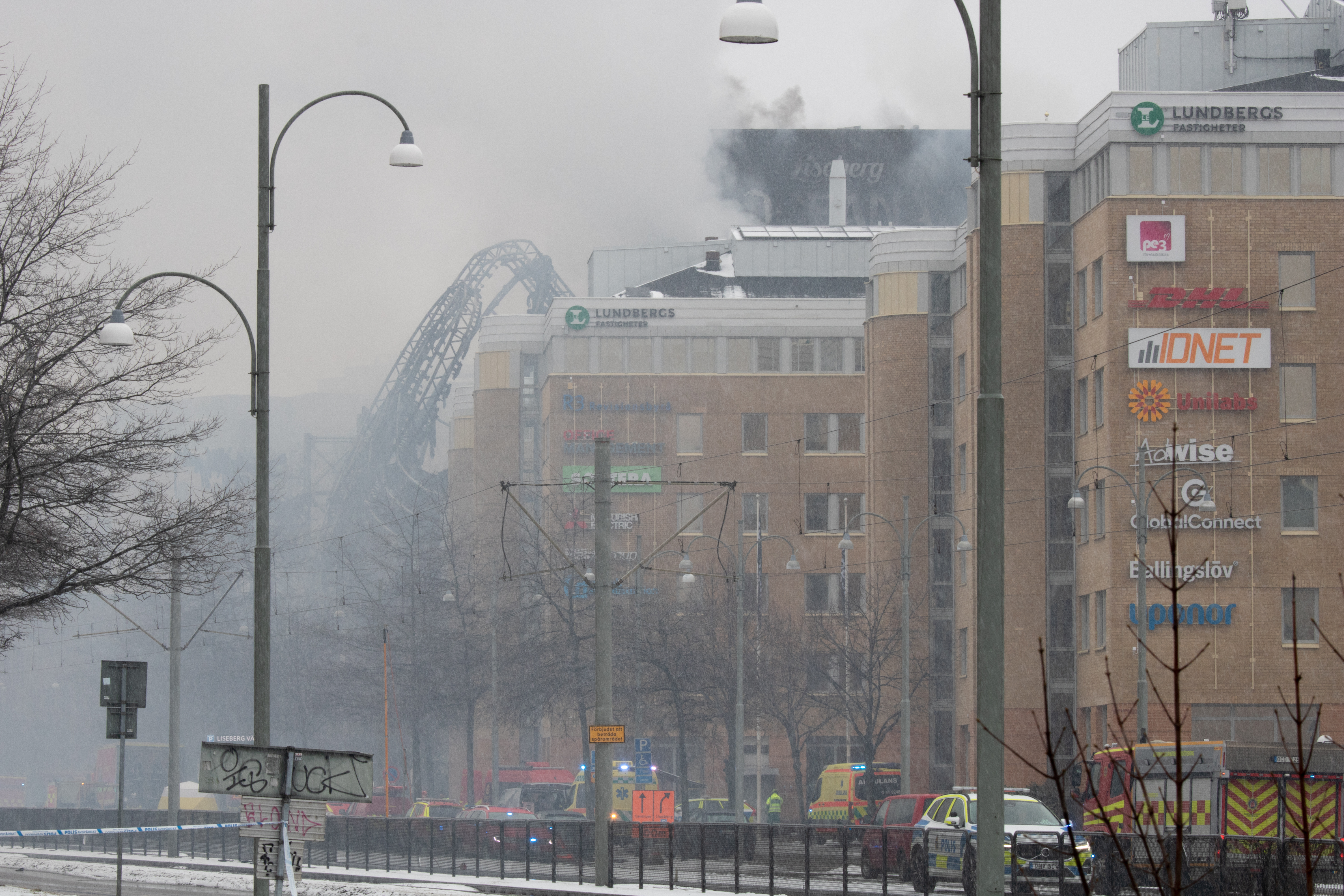
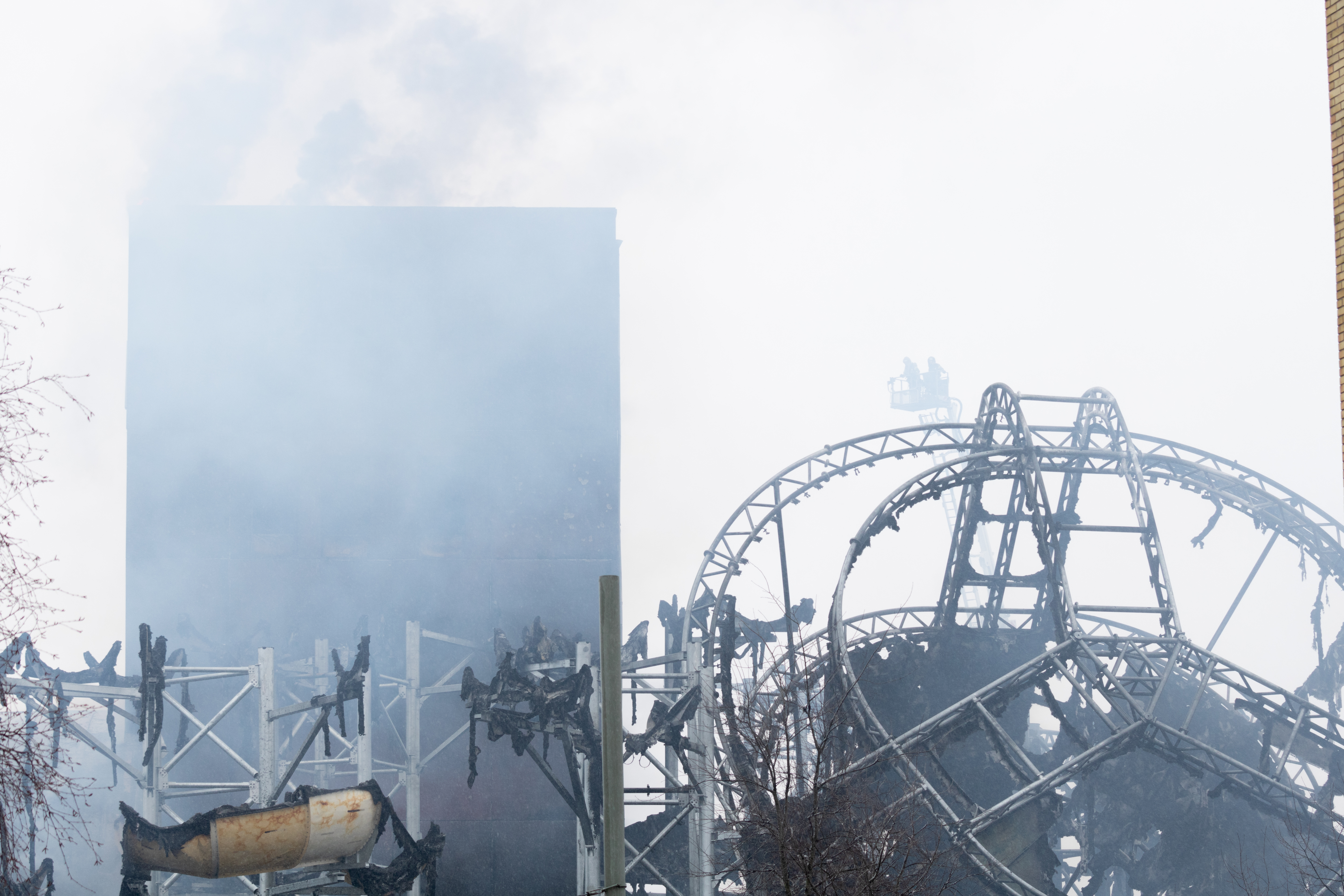